# آقچای
آقچای، روستایی از توابع بخش مرکزی شهرستان آستارا در استان گیلان ایران است.
این روستا در دهستان حیران قرار دارد.